# Hugo Cuypers
Hugo Jean-Marc Cuypers (Liegi, 7 febbraio 1997) è un calciatore belga, attaccante del Chicago Fire.

## Carriera

### Club
Cresciuto nel settore giovanile dello Standard Liegi, debutta in prima squadra il 3 aprile 2016 in occasione dell'incontro di Pro League vinto 1-0 contro il Waasland-Beveren. Dopo questa unica presenza, trascorre la stagione seguente giocando da titolare in prestito al Seraing nella terza divisione belga; viene quindi ceduto all'Ergotelīs, con cui trascorre una stagione nella prima divisione greca, torneo in cui in seguito gioca anche con l'Olympiacos (con in mezzo anche una stagione in prestito nella seconda divisione francese all'Ajaccio). Torna poi in patria, prima al Malines e poi al Gent.

### Nazionale
Nel 2016 ha segnato un gol in 4 presenze nella nazionale belga Under-19.

## Statistiche
Statistiche aggiornate al 9 agosto 2023.

### Presenze e reti nei club
| Stagione        | Squadra         | Campionato      | Campionato | Campionato | Coppe nazionali | Coppe nazionali | Coppe nazionali | Coppe continentali | Coppe continentali | Coppe continentali | Altre coppe | Altre coppe | Altre coppe | Totale | Totale | Totale |
| Stagione        | Squadra         | Comp            | Pres       | Reti       | Comp            | Pres            | Reti            | Comp               | Pres               | Reti               | Comp        | Pres        | Reti        | Pres   | Reti   |        |
| --------------- | --------------- | --------------- | ---------- | ---------- | --------------- | --------------- | --------------- | ------------------ | ------------------ | ------------------ | ----------- | ----------- | ----------- | ------ | ------ | ------ |
| 2015-2016       | Standard Liegi  | D1              | 1          | 0          | CB              | 0               | 0               |                    | -                  | -                  |             | -           | -           | 1      | 0      |        |
| 2016-2017       | Seraing         | D3              | 19         | 6          | CB              | 0               | 0               |                    | -                  | -                  |             | -           | -           | 19     | 6      |        |
| 2017-2018       | Ergotelīs       | FL              | 28         | 22         | CG              | 2               | 0               |                    | -                  | -                  |             | -           | -           | 30     | 22     |        |
| 2019-2020       | Ajaccio         | L2              | 22         | 5          | CF+CdL          | 1+0             | 0               |                    | -                  | -                  |             | -           | -           | 23     | 5      |        |
| 2020-2021       | Olympiacos      | SL              | 10         | 1          | CG              | 4               | 1               |                    | -                  | -                  |             | -           | -           | 14     | 2      |        |
| 2021-2022       | Malines         | D1              | 34         | 13         | CB              | 2               | 0               |                    | -                  | -                  |             | -           | -           | 36     | 13     |        |
| 2022-2023       | Gent            | D1              | 39         | 27         | CB              | 3               | 1               | UECL               | 11                 | 6                  | SB          | 1           | 0           | 54     | 34     |        |
| 2023-feb. 2024  | Gent            | D1              | 20         | 6          | CB              | 3               | 1               | UECL               | 11                 | 10                 |             | -           | -           | 34     | 17     |        |
| Totale Gent     | Totale Gent     | Totale Gent     | 59         | 33         |                 | 6               | 2               |                    | 22                 | 16                 |             | 1           | 0           | 88     | 51     |        |
| 2024            | Chicago Fire    | MLS             | 31         | 10         |                 | -               | -               |                    | -                  | -                  | LC          | 0           | 0           | 31     | 10     |        |
| Totale carriera | Totale carriera | Totale carriera | 204        | 90         |                 | 15              | 3               |                    | 22                 | 16                 |             | 1           | 0           | 242    | 109    |        |

## Palmarès

### Club

#### Competizioni nazionali
- Campionato greco: 1

Olympiacos: 2020-2021

### Individuale
- Capocannoniere della Pro League: 1

2022-2023 (20 gol)